# Bad Omens
Bad Omens – amerykański zespół metalowy powstały w 2015 roku w Richmond. Założony przez wokalistę i producenta, Noah Sebastiana. Do zespołu należą także Nicholas Ruffilo, Joakim Karlsson oraz Nick Folio.

## Historia
Pomysł na stworzenie zespołu zrodził się w 2013 roku, kiedy Noah Sebastian zaczął potajemnie komponować muzykę dla swojego solowego projektu, jednocześnie grając w zespole Immoralist pochodzącym z Waszyngtonu. W 2015 roku skontaktował się ze starym przyjacielem, Nicholasem Ruffilo, aby założyć zespół, do którego następnie dołączył Vincent Riquier oraz Jolly Karlsson. Zespół wydał utwór demo w poszukiwaniu perkusisty, a Nick Folio przesłał online cover perkusji, który przykuł uwagę Bad Omens i doprowadził do jego dołączenia do zespołu. Zespół wydał demo EP, które zwróciło uwagę wytwórni Sumerian Records, co zaowocowało kontraktem płytowym.
W grudniu 2015 roku Bad Omens wypuścił singiel „Glass Houses”, który był swoistym debiutem. Trzeci singiel zespołu zatytułowany „The Worst in Me” wywindował zespół, jednocześnie sprawiając, że ten zyskał miejsce na trasie organizowanej przez Sumerian Records, zatytułowanej Ten Years in the Black Tour. Gwiazdą tego wydarzenia była wówczas Asking Alexandria. Debiutancki album zespołu ukazał się 19 sierpnia 2016 roku.
W lipcu 2018 roku szeregi zespołu opuścił basista Vincent Riquier. 19 września 2018 roku zespół wydał singiel „Careful What You Wish For”, a 17 czerwca 2019 roku nastąpiło ogłoszenie albumu. 2 sierpnia tego samego roku, zespół wypuścił swój drugi album zatytułowany „Finding God Before God Finds Me”. 16 grudnia 2019 Bad Omens wydali nową piosenkę „Never Know” i ogłosili wydanie deluxe swojego albumu Finding God Before God Finds Me, na którym znalazły się dwa nowe utwory: „Limits” oraz cover zespołu Duran Duran o tytule „Come Undone”.
10 listopada 2021 roku Bad Omens wydali utwór „The Death of Peace of Mind” i ogłosili, że ich trzeci album studyjny o tej samej nazwie ukaże się 25 lutego 2022 roku. 19 stycznia 2022 roku ukazał się singiel „Like a Villain”. W czerwcu 2023 roku potwierdzono, że Bad Omens będzie grać wspólnie z Bring Me The Horizon podczas ich trasy koncertowej w styczniu 2024 roku. 24 stycznia 2024 roku zespół wydał utwór „VAN” we współpracy z Poppy. 31 maja 2024 zespół wydał album „Concrete Jungle [The OST]”, który został opisany jako „eksperymentalne rozszerzenie” albumu „The Death of Peace of Mind”.

## Skład zespołu

### Aktualni członkowie
- Noah Sebastian – wokal prowadzący, programowanie (2015–obecnie)
- Nicholas Ruffilo – gitara basowa (2018–obecnie); wokal wspierający (2015–obecnie); gitara rytmiczna (2015–2018); gitara prowadząca (2015)
- Joakim Karlsson – gitara prowadząca, programowanie, wokal wspierający (2015–obecnie); gitara rytmiczna (2018–obecnie)
- Nick Folio – perkusja, instrumenty perkusyjne (2015–obecnie)

### Byli członkowie
- Vincent Riquier – gitara basowa, wokal wspierający (2015–2018)

## Dyskografia
| Rok  | Tytuł                           | Pozycja na liście | Pozycja na liście | Pozycja na liście | Sprzedaż      |
| ---- | ------------------------------- | ----------------- | ----------------- | ----------------- | ------------- |
| Rok  | Tytuł                           | USA               | AUS               | UK                | Sprzedaż      |
| 2016 | Bad Omens                       | 9                 | –                 | –                 |               |
| 2019 | Finding God Before God Finds Me | 4                 | –                 | –                 |               |
| 2022 | The Death of Peace of Mind      | 1                 | 66                | 24                | - US: 317,000 |
| 2024 | Concrete Jungle [The OST]       | –                 | –                 | –                 |               |